# Navegação na Antiguidade
A Navegação na Antiguidade foi impulsionada por povos antigos que se lançaram aos mares, entre eles os viquingues, Gregos e Fenícios. A maioria dos povos antigos usavam navios de guerra em grandes batalhas, como os Gregos nos 500 anos de guerra contra os Persas. Os primeiros usaram Trirremes como meios de transporte e em batalhas navais.

## Viquingues

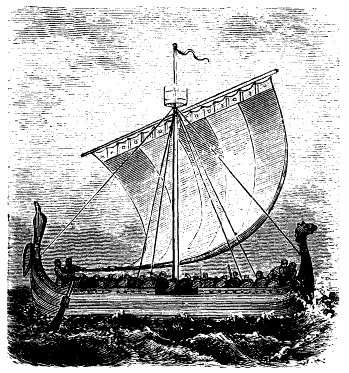
Um navio viquingue

Os viquingues são populares por seus navios de guerra conhecidos como Dracar. Os viquingues usavam os seus navios para explorações e saques a outros povos. Além de seus navios permitirem que os viquingues navegassem longas distâncias, seus navios dragão traziam vantagens tácticas em batalhas. Eles podiam realizar eficientes manobras de ataque e fuga, nas quais atacavam rápida e inesperadamente, desaparecendo antes que uma contra-ofensiva pudesse ser lançada. Os navios dragão podiam também navegar em águas rasas como profundas devido ao sistema inventado por eles que prolongava a quilha ou a encurtava, permitindo que os viquingues entrassem em terra através de rios e navegassem em alto mar, tendo a quilha submersa, quando necessário, do tamanho do mastro. Os viquingues exploraram e estabeleceram bases nas costas da América do Norte a partir do século X e terão aí deixado marcas, como a runa de Kensington (embora muitos estudiosos disputem a sua autenticidade), estes exploradores aparentemente não colonizaram a América, limitando-se a tentar controlar o comércio de peles de animais e outras mercadorias da região.

## Gregos

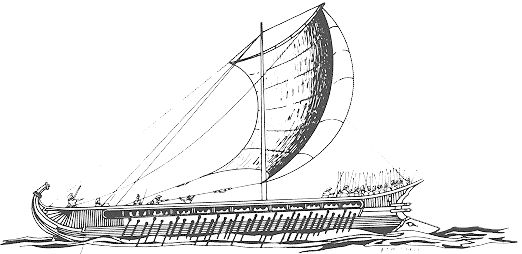
Trirreme grego

Os gregos usavam os trirremes, barcos que tinham cerca de 36 metros de comprimento e tripulação de mais de 150 remadores. Os navios cobriam cerca de 180 milhas náuticas a uma velocidade constante de 7,5 nós. Também dispunham de velas quadradas, que nem sempre podiam ser utilizadas no impetuoso Mar Mediterrâneo. Eventualmente, podiam ser impelidos por uma vela redonda. Esse navio de escravos a remo impulsionou as cidades-estado gregas clássicas e, em particular, Atenas como forças navais. Durante as guerras com a Pérsia, Atenas comandava sozinha mais de 200 desses navios.

## Fenícios

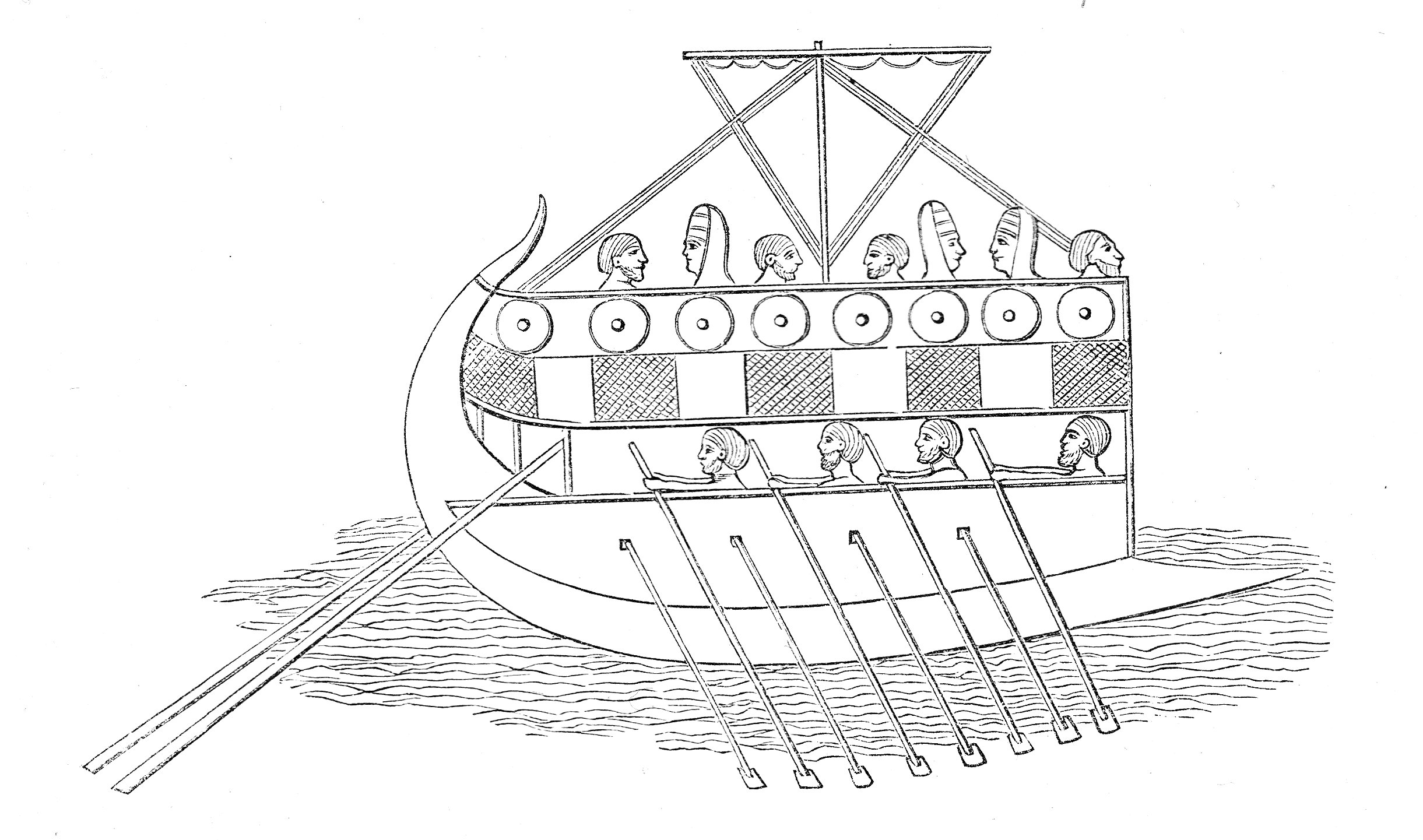
Ilustração de "Illustrerad verldshistoria utgifven av E. Wallis. volume I": Navio fenício

Os fenícios foram um povo de comerciantes de origem semítica que saíram do norte da região hoje conhecida como Líbano para o norte da África em busca de novas rotas, e que por um grande período de tempo dominaram o comércio no Mediterrâneo. Assim, os fenícios fundaram portos e cidades em lugares tão longínquos quanto a costa norte de África e a Espanha. Discute-se a validade de vestígios de presença fenícia na costa da Grã-Bretanha.
Após períodos consecutivos de dominação assíria, persa e macedônica, a região de origem dos fenícios perdeu seu poder, ao passo que uma das colônias fenícias do Mediterrâneo, Cartago, ascendeu como um dos portos mais importantes do Mediterrâneo. Em um intervalo de 120 anos, entre os séculos III e II a.C., os fenícios de Cartago disputaram o controle do mediterrâneo com o Império Romano nas Guerras Púnicas. Após sua derrocada em 146 a.C., pouco restou da cultura fenícia no Mar Mediterrâneo.